# Coburg (stacja kolejowa)

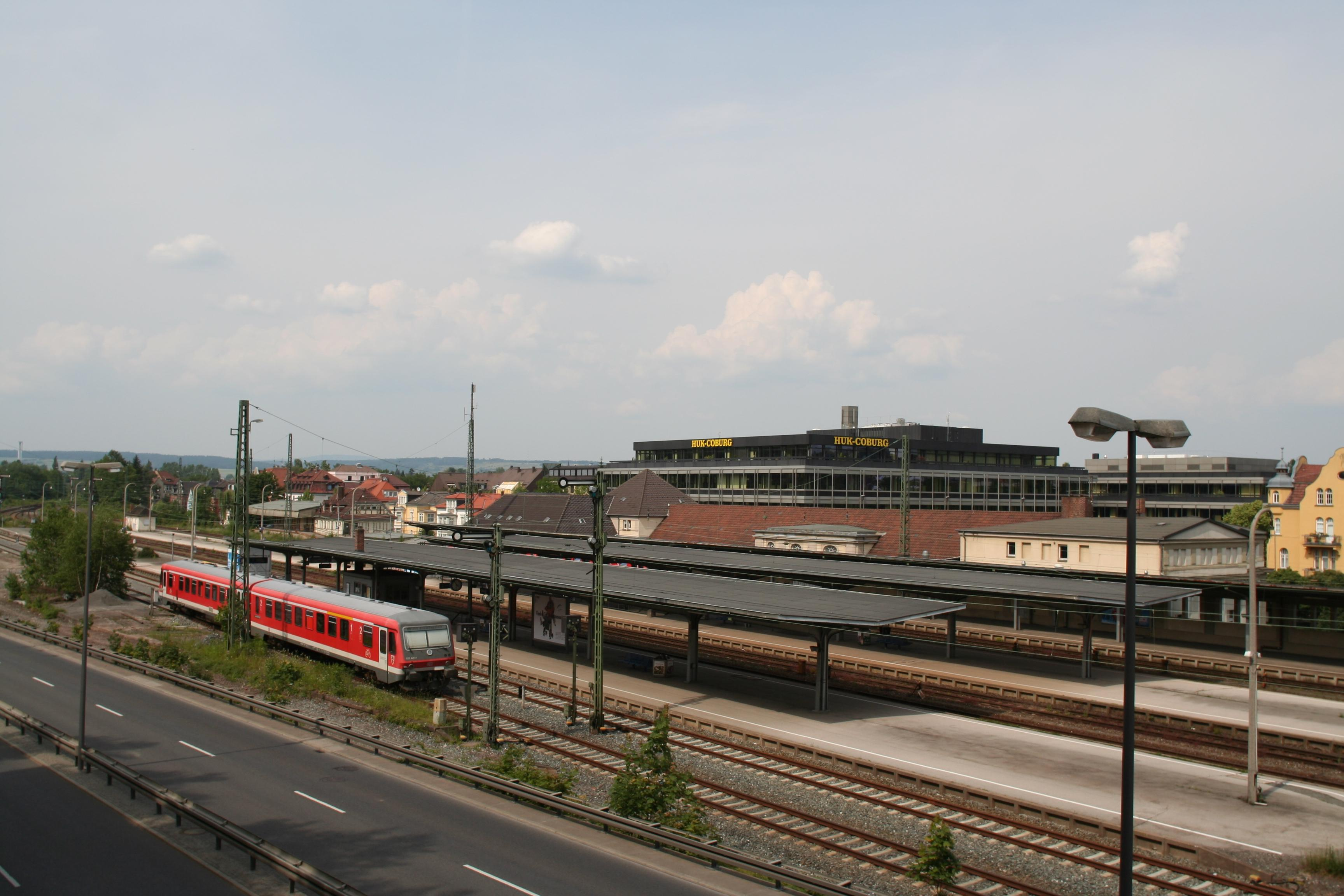
Widok na perony

Coburg – stacja kolejowa w Coburgu, w kraju związkowym Bawaria, w Niemczech.